# سرویس هوایی ارتش امپراتوری ژاپن
سرویس هوایی ارتش امپراتوری ژاپن (به ژاپنی: 大日本帝國陸軍航空部隊) (IJAAS)، هوانوردی نظامی نیروی زمینی امپراتوری ژاپن (IJA) بود. مأموریت اصلی آن ارائه پشتیبانی نزدیک هوایی تاکتیکی برای نیروهای زمینی و همچنین قابلیت محدود ممانعت هوایی بود. IJAAS همچنین شناسایی هوایی را برای سایر شاخه‌های IJA فراهم می‌کرد. در حالی که IJAAS در بمباران استراتژیک شهرهایی مانند شانگهای، نانجینگ، کانتون، چونگ‌کینگ، رانگون و ماندالی مشارکت داشت، این مأموریت اصلی IJAAS نبود و فاقد نیروی بمب‌افکن سنگین بود.

## تاریخچه

### = ریشه‌ها

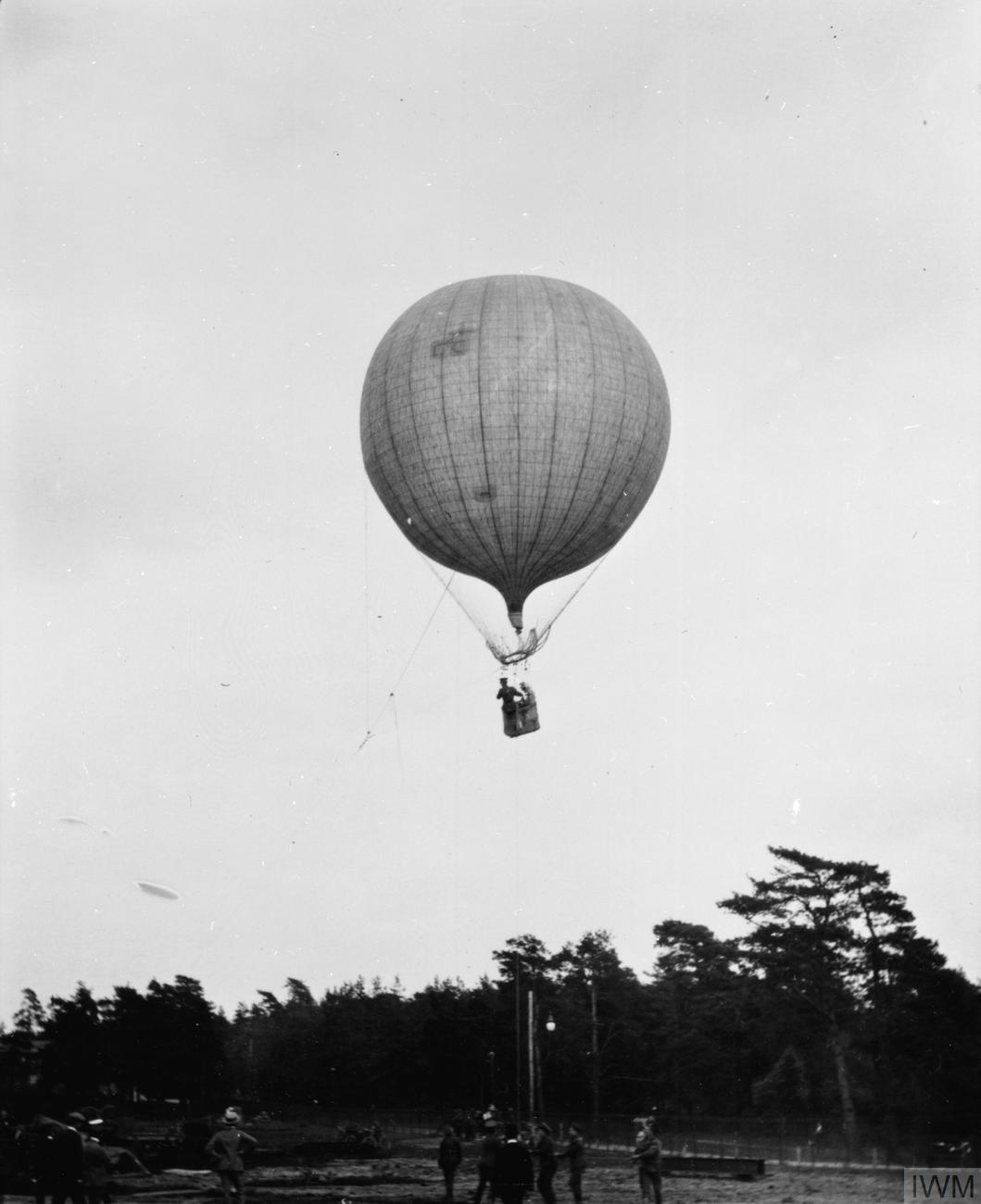
نمونه‌هایی از بالن‌های رصدی قبل از جنگ جهانی اول

ارتش ژاپن در اواسط قرن نوزدهم به استفاده از بالن‌های اسیر علاقه‌مند شد، زیرا متوجه استفاده آنها توسط ارتش‌های اروپای غربی شده بود. اولین صعود آزمایشی توسط ژاپنی‌ها در سال ۱۸۷۴ در مدرسه نظامی کادت بود. ژاپن در سال ۱۸۷۷ بر اساس یک بالن فرانسوی که به دست آورده بود، شروع به ساخت بالن‌های خود کرد. یامادا ایسابورو، یک صنعتگر، در سال ۱۸۹۷ شروع به توسعه یک بالن هیدروژنی کرد. در سال ۱۹۰۰ او یک بالن بادبادکی استوانه‌ای اختراع کرد و آنها را به ارتش امپراتوری ژاپن فروخت. ارتش برای اولین بار از آنها در طول جنگ روسیه و ژاپن ۱۹۰۴–۱۹۰۵ برای شناسایی توپخانه به صورت عملیاتی استفاده کرد.